# ميخائيل (مطران أسيوط)
الأنبا ميخائيل مطران أسيوط (قنا 4 يوليو 1921- أسيوط 23 نوفمبر 2014) ولد في عائلة من المسيحيين الأقباط المصريين في قرية «الرحمانية»، في «نجع حمادي» في «قنا».

## حياته
ترهبن بدير الأنبا مقار وعمره أقل من عشرون سنة باسم متياس المقاري في 19 فبراير 1939. رسم مطرانًا بيد البابا يوساب يوم 25 أغسطس 1946 عندما كان في الخامسة والعشرين، وكان وقتها أصغر مطران، وهو من أقدم مطارنة الكرازة المرقسية. لقبوه بعميد أساقفة الصعيد، وأسد الصعيد، وشيخ مشايخ الكنيسة القبطية الأرثوذكسية.
في شهر مارس 2009 أعلن الأنبا ميخائيل استقالتة من رئاسة دير الأنبا مقار رفضًا الإعلان عن أسباب استقالتة التي كانت مفاجأة بالنسبة للجميع، وقيل أن سبب الاستقالة هو كبر سنه وعدم استطاعته السفر والاهتمام برئاسة الدير. أكد البابا أنه حاول مع الأنبا ميخائيل حتى يتراجع عن قرارة ولكن الأخير أصر. ومما يذكر أن الانبا مخائيل لم يحضر اجتماع المجمع المقدس الذي يراسة البابا شنودة منذ عشرين عاما وكان قد رفض أن تكون للبابا وأي من الأساقفة أي سيطرة على دير الأنبا مقار أثناء فترة رئاسته، وعندما أعلن الأنبا بيشوي أنة سوف يحكم أحد رهبان دير أبو مقار بسب مشاركتة بورقة عمل لتغير لائحة انتخاب البابا في مؤتمر العلمانين الأول رفض الأنبا ميخائيل ذلك وأرسل إنذارًا شديد اللهجة إلى البابا شنودة يحذرة فية من الاقتراب من رهبان دير أبومقار، فتخوف الرهبان من أن يتولى ر ئاسة الدير أحد الأساقفة الموجودين حول البابا مثل الأنبا يؤانس أسقف الخدمات وسكرتير البابا الخاص أو الأنبا بيشوي سكرتير المجمع المقدس وأسقف دمياط، ومن جانبهم أرسل رهبان دير أبو مقار إلى البابا مذكرة يرشحون فيها القمص باسليوس المقاري وهو أحد الرهبان لتولي رئاسة دير أبو مقار بدلًا من الأنبا ميخائيل.
ويذكر ان دير أبو مقار من أغنى الاديرة الموجودة في مصر حيث يمتلك حوالي 3000 فدان زراعية علاوة على وجود بعض مزارع الحيوانات بداخله وانه يصدر منتجاته لخارج مصر.

## الوفاة
توفي يوم الأحد 23 نوفمبر 2014 بأسيوط عن عمر يناهز الثالثة والتسعين ودفن بمزاره بدير السيدة العذراء بجبل درنكة بأسيوط.